# Ligament acromioclavicular
Ligamentul acromioclavicular (Ligamentum acromioclaviculare) este un ligament gros și rezistent, așezat pe partea superioară a capsulei articulației acromioclaviculare. El leagă fața superioară a acromionului scapulei de fața superioară a extremității acromiale a claviculei. Foarte rezistent, el întărește fața superioară a capsulei articulației acromioclaviculare.
Ligamentul acromioclavicular se mai numește și ligament acromioclavicular superior pentru al distinge de ligamentul acromioclavicular inferior, inconstant, care leagă fața inferioară a acromionului de fața inferioară a extremității acromiale a claviculei.